# Jacopo Bellussi
Jacopo Bellussi (Genova, 27 marzo 1993) è un ballerino italiano, ballerino principale del Balletto di Amburgo dal 2019 al 2025.

## Biografia
Nato e cresciuto a Genova, ha studiato danza alla Scuola di Ballo del Teatro alla Scala e alla Royal Ballet School di Londra, dove si è diplomato nel 2011.
Dopo aver danzato per una stagione con il Bayerisches Staatsballett, nel 2012 è stato scritturato dal Balletto di Amburgo, di cui ha scalato rapidamente i ranghi, venendo promosso a solista nel 2017 e venendo proclamato primo ballerino nel 2019. Ha continuato a danzare con la compagnia fino alla fine della stagione 2024/2025, danzando in un vasto repertorio che includeva i ruoli di Romeo in Romeo e Giulietta, Armand ne La Dame aux Camelias, Aminta in Sylvia, balletti di Pina Bausch, George Balanchine e Christopher Wheeldon, nonché le prime assolute di diversi balletti di John Neumeier. Nel 2015, ad esempio, ha danzato nel ruolo di Annunzio Cervi nella prima mondiale del Duse di Neumeier insieme ad Alessandra Ferri, tornando a danzare nella parte anche al Gran Teatro La Fenice nel 2020. Nel 2024 è stato proclamato danseur étoile del balletto del Théâtre du Capitole de Toulouse, mentre nel 2025 è stato nominato responsabile artistico del Festival internazionale del balletto di Nervi.
Nel 2016 ha vinto il Premio Danza&Danza come miglior ballerino italiano all'estero, nel 2019 è stato insignito del Konstanze Vernon Prize per il miglior ballerino esordiente, nel 2021 ha ricevuto il Premio Nazionale Sfera d'Oro per la Danza, nel 2022 è stato nominato Ambasciatore di Genova nel Mondo dal sindaco Marco Bucci e ha vinto il Premio Positano Léonide Massine come miglior interprete sulla scena internazionale, mentre nel 2024 ha ricevuto il Premio Internazionale per la Danza "Città di Foligno".